# Sextet (Arnestad)
Het Sextet van Finn Arnestad werd voltooid in 1959. Het sextet is geschreven voor een combinatie van strijk- en blaasinstrumenten. De stemverdeling is dwarsfluit, klarinet, fagot, altviool, cello en piano. Het werk is geschreven in de klassieke rondovorm, maar is ingebed in de seriële muziek met twaalftoonstechniek. Die techniek wordt hier beoefend in drie polyfoon gespeelde reeksen. De componist maakte er geen geheim van dat het werk beïnvloed was door de muziek van Fartein Valen. Het sextet bestaat uit twee delen, kortweg deel 1 en 2 genoemd.
Het werk moest lang wachten op een eerste uitvoering; het was toen 1975.